# The Atlas Society
The Atlas Society (TAS) è un'organizzazione no-profit statunitense che «promuove l'oggettivismo aperto: la filosofia della ragione, dell'individualismo, del successo e della libertà originata da Ayn Rand». Fa parte del movimento oggettivista che si è separato dall'Ayn Rand Institute nel 1990 a causa di disaccordi sul fatto che l'oggettivismo fosse un "sistema chiuso" o un "sistema aperto". David Kelley è il fondatore del TAS e Jennifer Grossman è il suo attuale CEO.

## Storia
The Atlas Society venne fondata dal filosofo David Kelley come Institute for Objectivist Studies nel 1990, venendo come ribattezzato The Objectivist Center nel 1999. Nello stesso anno, il Centro fondò The Atlas Society come un gruppo di interesse rivolto a persone che leggevano i romanzi della Rand ma non avevano familiarità con altra letteratura oggettivista. Il 5 giugno 2006 l'organizzazione ha annunciato la sua decisione «di usare The Atlas Society come nostro nome ufficiale, che ci aiuterà a promuovere le nostre idee ai lettori della Rand e al pubblico in generale, riservando il nome The Objectivist Center per le nostre attività più accademiche e studiose».
Nel 2011 Aaron Day ha assunto la carica di dirigente operativo di The Atlas Society. Il 1 marzo 2016 The Atlas Society ha annunciato di aver scelto Jennifer Grossman come nuovo CEO

## Obiettivi
Kelley sposa l'oggettivismo come un sistema aperto, quindi l'organizzazione ha sostenuto ciò che lui definisce «una politica di tollerante ed aperto dibattito e discussione libera» nei suoi forum. È stato anche disposto a collaborare con alcuni libertari su progetti comuni e a portare avanti opere di individui come Nathaniel Branden, con il quale la Rand aveva rotto i rapporti intellettuali alla fine degli anni '60.